# 宮本真智
宮本 真智（みやもと まち）は、NHKのアナウンサー。

## 人物
大分県大分市出身。
大分市立王子中学校、大分県立大分上野丘高等学校を経て、早稲田大学文化構想学部卒業後、2019年にNHKに入局。初任地は鹿児島放送局。2025年4月、退職する中川安奈に替わってサンデースポーツのキャスターに就任することが発表される。

## 嗜好・挿話
- 大分上野丘高等学校在学中にNHK杯全国高校放送コンテストに2年続けて出場し、2013年度の第60回で入選[9]、2014年度の第61回で優秀賞（3位）を獲得した[10]。
- 早稲田大学在学中には、フジテレビ主催フジテレビアナウンストレーニング講座アナトレに通学していた[11]。

- また大学在学中は日本テレビイベントコンパニオンに選ばれ、さらに2016年4月から1年間、日本テレビ系列の朝の情報番組『Oha!4 NEWS LIVE』内のコーナー「リサーチ☆小町Z」のリポーターを、奥村莉子（現・三重テレビアナウンサー）と共に務めていた[12][13]。
- NHK旗高校野球・鹿児島県大会の準決勝の試合実況（ラジオ第1、2021年5月29日）に初挑戦するため、事前に球場に通って実況の猛特訓を行った[14]。

## 現在の出演番組
- サンデースポーツ （キャスター：2025年4月 - ）
- 各種スポーツ中継

## 過去の出演番組
鹿児島放送局時代（2019年度 - 2021年度）
- どーも、NHK（2019年6月9日） - 新人お披露目[15]
- NHK鹿児島放送局「FMかごしまの夕べ」（2019年7月25日）[16]
- うまいッ!「まろやかで香り豊か 黒酢～鹿児島・霧島市～」（2020年1月6日） - リポーター[17][18]
- 目撃!にっぽん「涼菜とチビブル〜“闘牛女子”旅立ちの春〜」（2020年5月03日） - ナレーション[19][20]
- 令和2年7月豪雨特設ニュース（2020年7月4日） - 鹿児島放送局から災害状況リポート
- 情報WAVEかごしま（2020年8月17日） - 代理キャスター
- はっけんラジオ（2020年12月16日）
- ニュース845福岡（2020年12月16日・応援派遣要員）
- ラジオニュース（九州沖縄、R1・FM）の泊まり勤務担当[注釈 1]（2020年12月17日 - 18日） - 応援派遣要員
- 鹿児島発ラジオ深夜便（2021年3月25日 - 26日）[21]
  - 23時台、翌0時台 - 向田邦子作品の朗読
  - 3時台（生出演） - 「NPO法人リトルチェリーズ理事長・大西隆　インタビュー」のレポート
- 第63回NHK旗争奪鹿児島県選抜高校野球大会・準決勝「鹿児島商業」対「鹿屋中央」（ラジオ第1、2021年05月29日） - 実況[22][23][14]
- はっけんTV - 「鹿児島発!地域ドラマの魅力」（2022年3月17日）[24] - 福岡局より
- 鹿児島県のニュース
- 情報WAVEかごしま（不定期） - リポーター[25]
- かごスピ（ローテーション制） - ナレーション[22]
- コールサインアナウンス（テレビ、ラジオともに担当）

松山放送局時代（2022年度 - 2024年度）
- 第104回全国高等学校野球選手権大会中継（2022年8月、総合･Eテレ／R1） - アルプススタンドリポート[注釈 2]
- FIFAワールドカップ2022 - スタジオ進行（アナウンサーの早坂隆信とともに）
  - 開会式・開幕戦 グループA「カタール」対「エクアドル」（2022年11月20日 - 21日）
  - グループB「イングランド」対「イラン」（2022年11月21日）
- ギュッと!四国（2022年4月9日 - 2023年3月25日） - キャスター
- ひめDON!（2023年4月 - 2025年3月14日）キャスター
- 第105回全国高等学校野球選手権記念大会
  - （2023年8月6日） - 開会式テレビ進行
  - （2023年8月8日・11日・12日） - アルプススタンドリポート
- NHKニュースおはよう日本（2023年9月4日 - 8日） - 「おはSPO」代理キャスター（副島萌生の代行）
- マラソングランドチャンピオンシップ（2023年10月15日） - テレビの副音声進行（リポーターを務めていた小林祐梨子、スポーツライターの増田明美、プロ野球解説の藤川球児、アナウンサーの冨坂和男とともに）
- ティーンズラジオ2023～第70回NHK杯全国高校放送コンテスト～（2023年11月3日） - キャスター
- ひめポン! （松田利仁亜のキャスター代行など）
- ひめDON! 「宮本真智の「たぬき」に出会う旅」（2024年2月16日） - キャスター
- 第5回 全日本ブレイキン選手権（2024年2月18日） - 進行
- パリオリンピック2024 - 現地リポーター[26]
- 愛媛県・四国地方のニュース・中継・リポート
- 前園真聖による四国の自転車旅シリーズ（2022年6月からの四国ともたび、2024年5月からの四国推したび）ナレーター

東京アナウンス室時代（2025年度 - ）